# World Doubles Championships 1983 - Doppio
Martina Navrátilová e Pam Shriver erano le detentrici del titolo, ma quest'anno non hanno partecipato.
Il doppio del torneo di tennis World Doubles Championships 1983, facente parte del Virginia Slims World Championship Series 1983, ha avuto come vincitrici Billie Jean King e Sharon Walsh che hanno battuto in finale 6–1, 6–1  Kathy Jordan e Anne Smith.

## Teste di serie
1. Kathy Jordan /  Anne Smith (finale)
2. Rosemary Casals /  Wendy Turnbull (quarti di finale)
3. Ann Kiyomura /  Paula Smith (semifinali)
4. Leslie Allen /  Mima Jaušovec (semifinali)

## Tabellone

### Legenda
| - Q = Qualificato - WC = Wild card - LL = Lucky loser | - ALT = Alternate - SE = Special Exempt - PR = Protected Ranking | - w/o = Walkover - r = Ritirato - d = Squalificato |

|  | Quarti di finale | Quarti di finale                  | Quarti di finale                  | Quarti di finale | Quarti di finale |  |  | Semifinali | Semifinali                    | Semifinali | Semifinali                    | Semifinali                    |   |   | Finale | Finale                  | Finale                  | Finale | Finale |  |
|  |                  |                                   |                                   |                  |                  |  |  |            |                               |            |                               |                               |   |   |        |                         |                         |        |        |  |
|  | 1                | Kathy Jordan Anne Smith           | Kathy Jordan Anne Smith           | 6                | 6                |  |  |            |                               |            |                               |                               |   |   |        |                         |                         |        |        |  |
|  |                  | Lea Antonoplis Barbara Jordan     | Lea Antonoplis Barbara Jordan     | 4                | 2                |  |  | 1          | Kathy Jordan Anne Smith       | 2          | 6                             | 7                             |   |   |        |                         |                         |        |        |  |
|  | 3                | Ann Kiyomura Paula Smith          | Ann Kiyomura Paula Smith          | 7                | 6                |  |  | 3          | Ann Kiyomura Paula Smith      | 6          | 4                             | 6                             |   |   |        |                         |                         |        |        |  |
|  |                  | Anne Hobbs Susan Leo              | Anne Hobbs Susan Leo              | 6                | 2                |  |  |            |                               |            |                               |                               |   |   | 1      | Kathy Jordan Anne Smith | Kathy Jordan Anne Smith | 1      | 1      |  |
|  |                  | Patrícia Medrado Cláudia Monteiro | Patrícia Medrado Cláudia Monteiro | 1                | 3                |  |  |            |                               |            | Billie Jean King Sharon Walsh | Billie Jean King Sharon Walsh | 6 | 6 |        |                         |                         |        |        |  |
|  | 4                | Leslie Allen Mima Jaušovec        | Leslie Allen Mima Jaušovec        | 6                | 6                |  |  | 4          | Leslie Allen Mima Jaušovec    | 7          | 5                             | 4                             |   |   |        |                         |                         |        |        |  |
|  |                  | Billie Jean King Sharon Walsh     | 3                                 | 6                | 7                |  |  |            | Billie Jean King Sharon Walsh | 6          | 7                             | 6                             |   |   |        |                         |                         |        |        |  |
|  | 2                | Rosemary Casals Wendy Turnbull    | 6                                 | 2                | 5                |  |  |            |                               |            |                               |                               |   |   |        |                         |                         |        |        |  |